# Pycnoclavella tabella
Pycnoclavella tabella är en sjöpungsart som beskrevs av Kott 1990. Pycnoclavella tabella ingår i släktet Pycnoclavella och familjen Pycnoclavellidae. Inga underarter finns listade i Catalogue of Life.